# A Gasoline Wedding
A Gasoline Wedding è una comica muta del 1918 di Alfred J. Goulding con Harold Lloyd.

## Trama
La figlia di un uomo ricco ha più spasimanti di quanti gliene interessino, ed egli ha intenzione di concederla in matrimonio, anche se ella non ne sa nulla.